# Steeneichthys nativitatus
Steeneichthys nativitatus es una especie de peces de la familia Plesiopidae en el orden de los Perciformes.

## Distribución geográfica
Se encuentra en la Isla de Navidad.